# Горна-Митрополия
Горна-Митрополия (болг. Горна Митрополия) — село в Болгарии. Находится в Плевенской области, входит в общину Долна-Митрополия. Население составляет 1 830 человек.

## Политическая ситуация
В местном кметстве Горна-Митрополия, в состав которого входит Горна-Митрополия, должность кмета (старосты) исполняет Венцислав Найденов Ангелов (Болгарский земледельческий народный союз (БЗНС)) по результатам выборов.
Кмет (мэр) общины Долна-Митрополия — Александр  Пенков Печеняков (Болгарская социалистическая партия (БСП)) по результатам выборов.